# بیگ تیمبر (فیلم)
«بیگ تیمبر» (انگلیسی: Big Timber) یک فیلم به کارگردانی ویلیام دزموند تیلور است که در سال ۱۹۱۷ منتشر شد. از بازیگران آن می‌توان به والاس رید و کتلین ویلیامز اشاره کرد.